# El Calafate

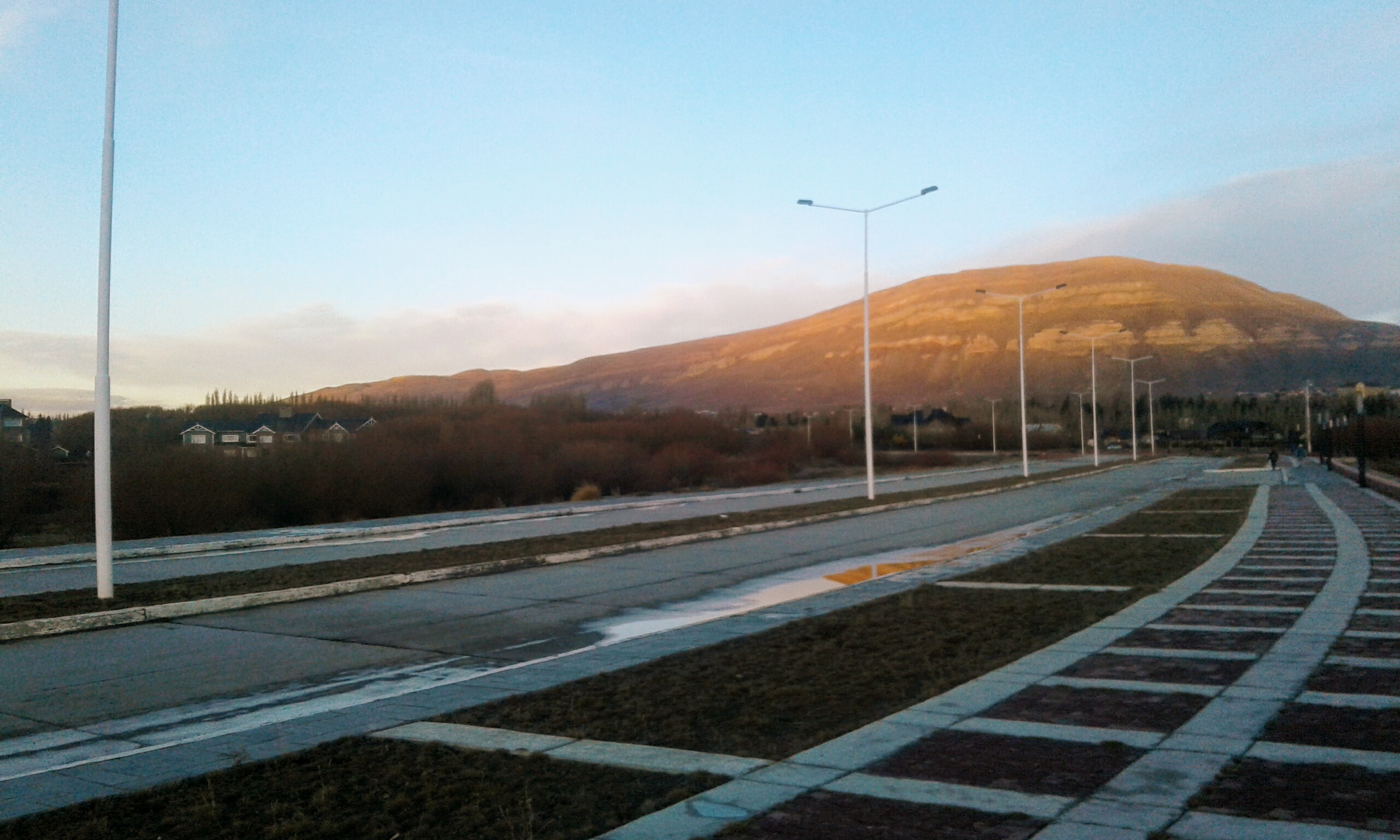
Costanera

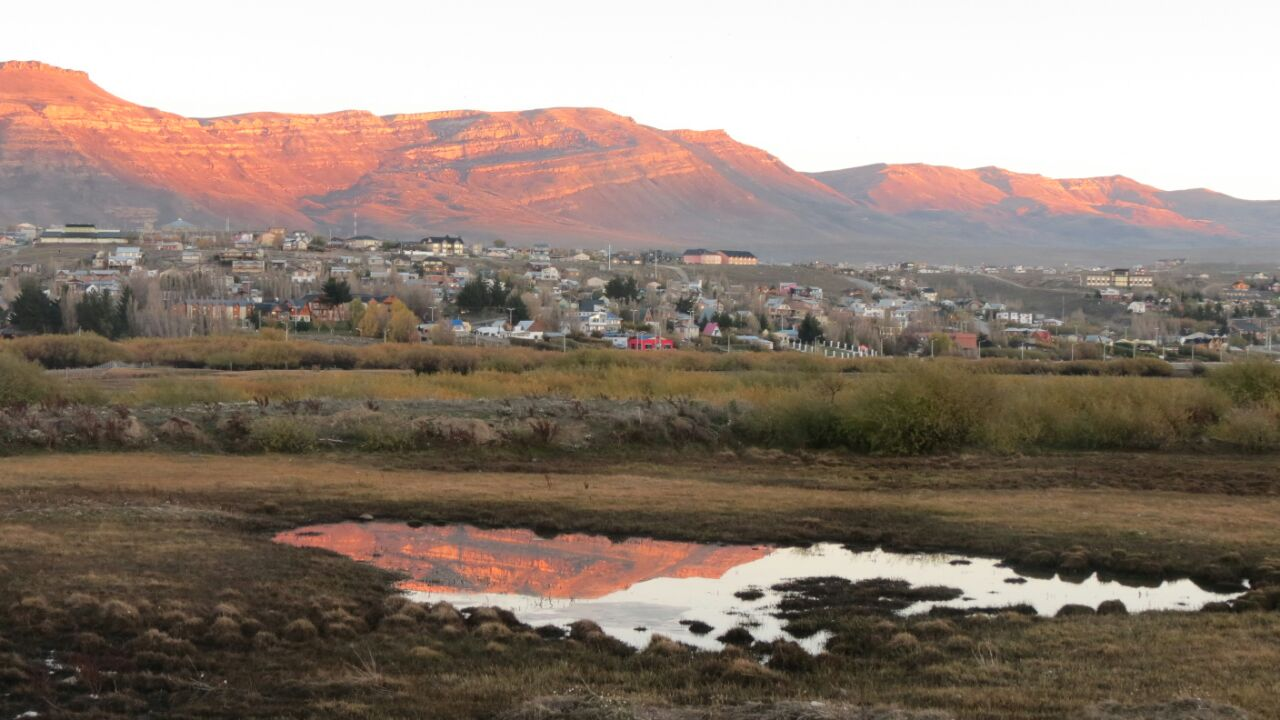
Reflejos montañosos

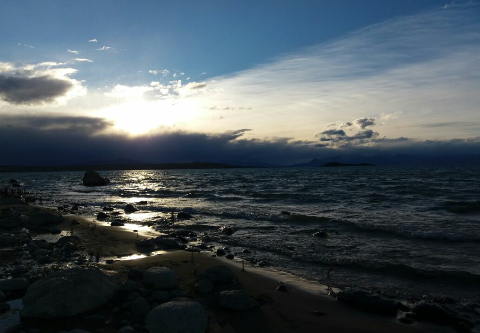
Vista del Lago Argentino El Calafate

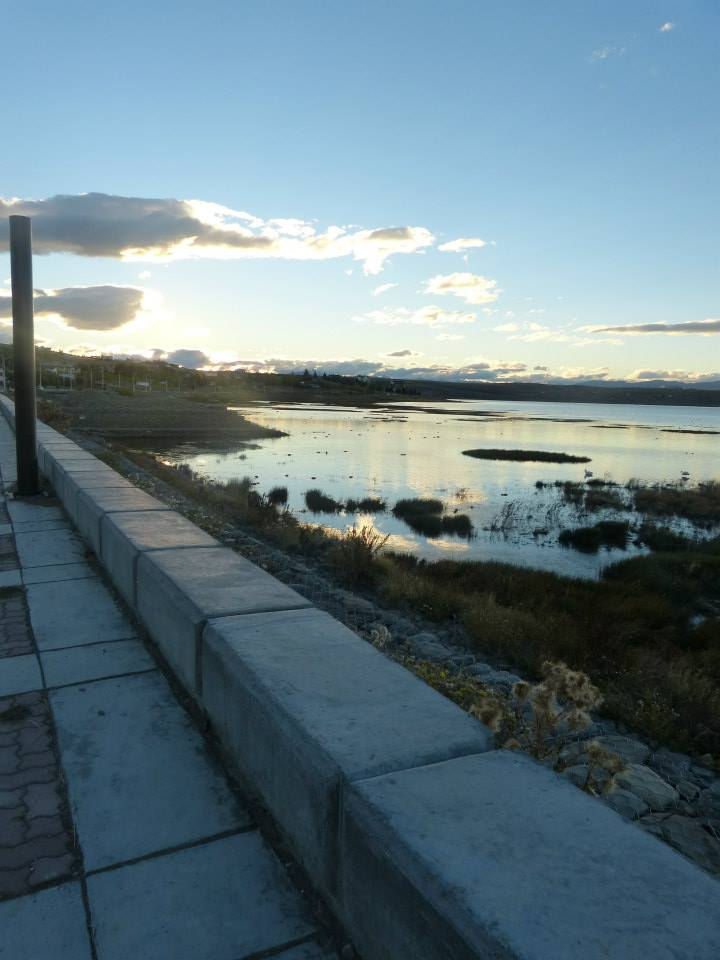
Vista desde el paseo costero hacia la Bahía Redonda

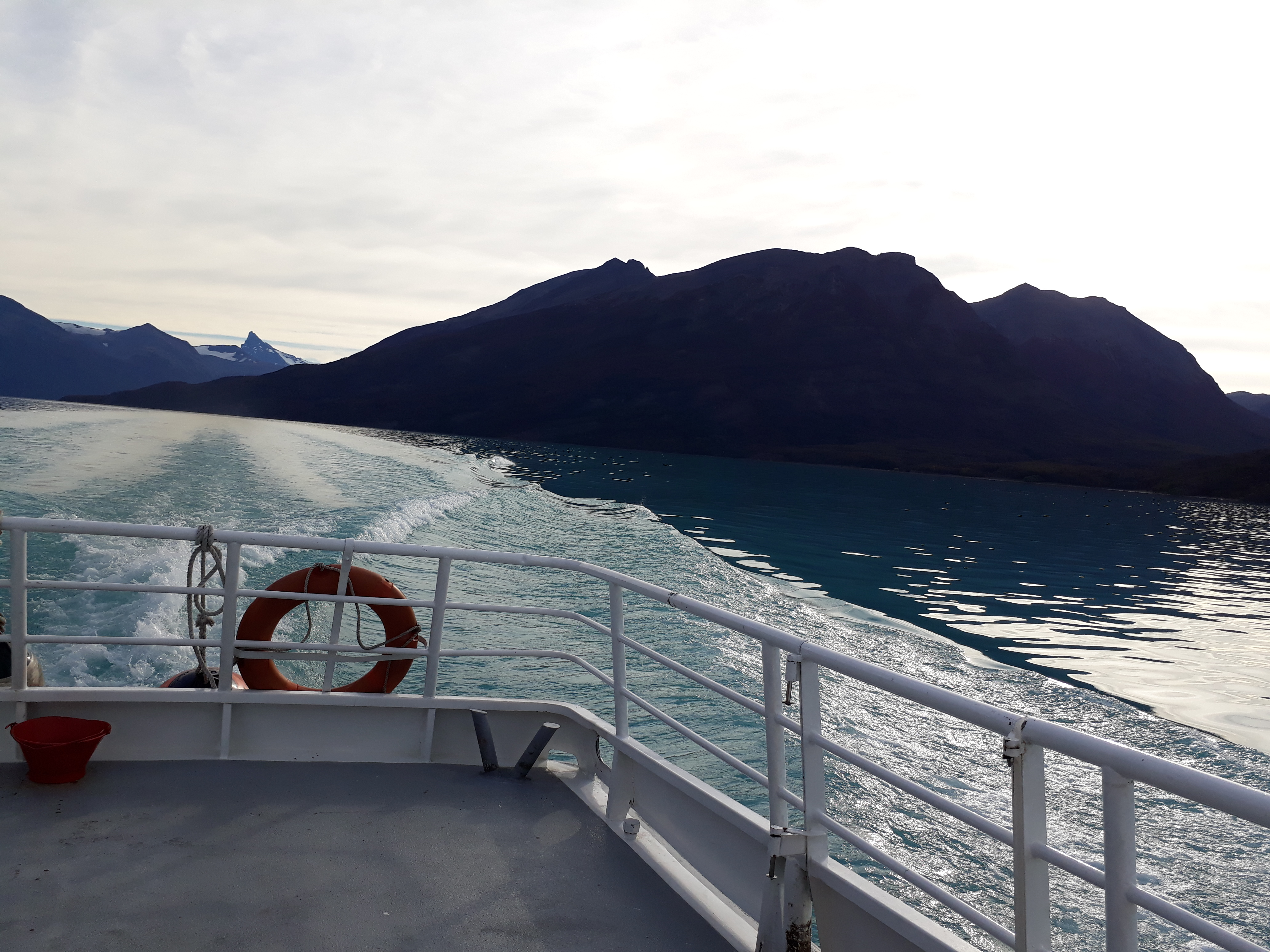
Navegación por Lago Argentino

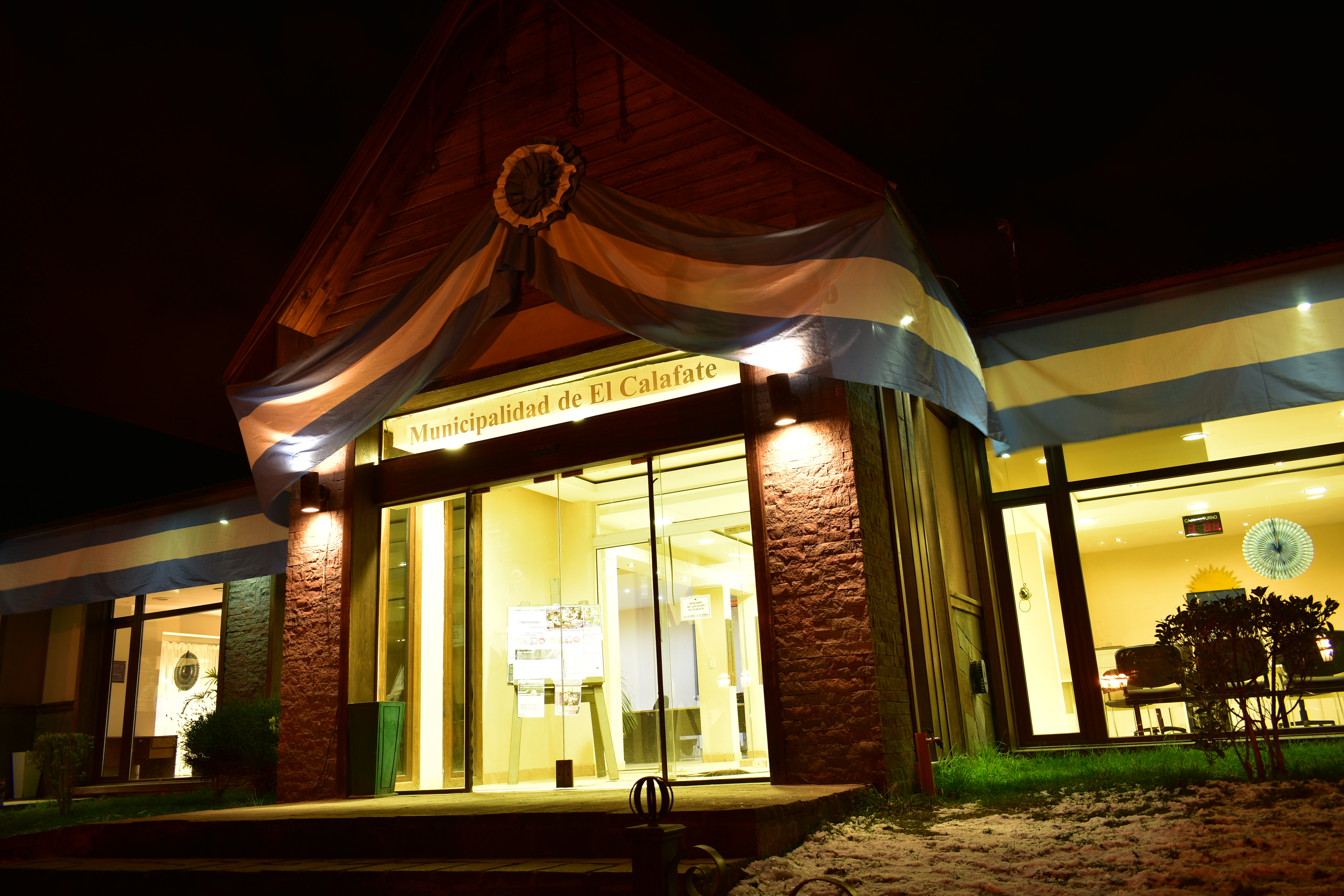
Vista frontal nocturna del Edificio Municipal de El Calafate

El Calafate, llamado popularmente «Calafate», es una ciudad ubicada en la ribera meridional del lago Argentino, en la región de la Patagonia, en la provincia de Santa Cruz, Argentina, a unos 80 km del glaciar Perito Moreno. Es la cabecera del departamento Lago Argentino. 
Se encuentra a unos 320 km al noroeste de la capital provincial, Río Gallegos. 
Debe su notoriedad por ser la puerta de acceso al parque nacional Los Glaciares, el cual posee atractivos turísticos como el glaciar Perito Moreno, el glaciar Upsala, y el cerro Fitz Roy, entre otros, todos propios de la región oriental del campo de hielo Patagónico Sur y lindantes al parque nacional Torres del Paine de Chile.

## Toponimia
El Calafate deriva su nombre del Berberis microphylla, de flores amarillas característico del sur de la Patagonia, que da unas bayas de color azul oscuro. Antiguamente este arbusto y su resina se utilizaba para calafatear los primeros barcos que llegaban a patagonia, debido a la falta de cáñamo. A esa actividad se la denomina "Calafatear" de allí deriva su nombre, luego al principio del siglo XX los primeros colonos le dan nombre al Río (hoy arroyo) "calafate" finalmente a la región conocida como lago argentino se Funda con el nombre de "El Calafate" en 1927

## Historia
Antiguamente, el área de El Calafate ya recibía por parte de los aonikenk el nombre Kehek Aike o (mejor pronunciado: Kegesh Aike), significando la primera palabra -kehek- "dejar", "depositar" y la segunda palabra -aike-  "paradero humano", es decir: Paradero que es depósito de artefactos y bienes humanos.

Como localidad permanente El Calafate surge en las primeras décadas del siglo XX. En su origen, no era más que un punto de aprovisionamiento de los transportes de lana, realizados en catango (carreta), desde las estancias de la región lo que explica el nombre originario de Kehek Aike.
Fue fundada oficialmente el 7 de diciembre de 1927 por el gobierno argentino, a fin de consolidar el poblamiento de la región.
Sin embargo, sería la Administración de Parques Nacionales la responsable de consolidar la localidad. En 1943 comienzan las obras de construcción de la intendencia del parque nacional Los Glaciares (terminadas en 1946). En ese entonces la localidad contaba apenas con unos cien habitantes permanentes. Durante muchos años, Parques Nacionales fue la institución más importante de la localidad, trayendo la electricidad, inaugurando el primer cine, abriendo caminos, construyendo puentes, gestionando la primera hostería del pueblo, entre otras infraestructuras.

## Economía
La historia económica de la localidad se puede dividir en tres periodos:
Primero la economía basada en el guanaco propia de los indígenas Aonikenk. En esta primera etapa estos hombres y mujeres recorrían la región persiguiendo a las manadas de estos camélidos. Estos grupos de no más de 50 personas eran nómades, cazadores y recolectores. Vivían en cuevas y aleros que recorrían año tras año; además poseían viviendas transitorias construidas con cueros de guanaco, denominadas toldería. Actualmente a 15 km al este de la ciudad de El Calafate se encuentra punta Walichu, un sitio arqueológico a las orillas del lago Argentino donde se pueden observar las pinturas rupestres que sirven a los científicos para estudiar el modo de vida de este grupo étnico.
Luego de la Campaña del desierto, fueron vendidas por el estado argentino grandes extensiones de campo a capitales ingleses, destinados a satisfacer el incremento de la demanda mundial de lana provocado por el auge de la revolución industrial. Las estancias poseían grandes extensiones destinadas pura y exclusivamente al ganado ovino siendo las razas más utilizadas la corriedale y la merino. En este período se produjo la matanza denominada Patagonia rebelde, en la que se fusilaron alrededor de 200 huelguistas que reclamaban derechos laborales. El Calafate era un punto de reunión entre las estancias de la región, que además servía como paraje para abastecer a peones y obreros, ya que contaba con hotel, un almacén de ramos generales y una estación de servicio.
A partir de la década de 1970 distintos viajeros empiezan a llegar al lugar con el fin de conocer al glaciar Perito Moreno. Con el tiempo la ciudad fue creciendo, lográndose una planta turística que actualmente consta de alrededor de 7500 camas, un aeropuerto internacional que recibe más de 12 vuelos diarios en temporada alta (el verano austral). La ciudad se había convertido en una de las localidades con mayor crecimiento demográfico de la Argentina.
El auge del turismo y del sector hotelero en El Calafate comenzó en 2000 con la inauguración del Aeropuerto Internacional y se potenció con la devaluación de ese año.
En 2003 la localidad contaba con 3000 plazas hoteleras, con tarifas que alcanzaban los valores más altos de la Argentina y en que la mitad de los visitantes eran extranjeros. en 2004 la oferta de camas creció un 25%, a 6.000 plazas, de acuerdo a los datos proporcionados por la secretaría de turismo de El Calafate, con una inversión de 45 millones de dólares. Sólo en 2005 se inauguraron seis hoteles de diferentes categorías: Patagonia Rebelde, Estepa, Rincón Calafate, Glaciar de la Patagonia, Alto Calafate y Esplendor

## Demografía
Contó con 16,655 habitantes (Indec, 2010), de los cuales 8.209 son mujeres y 8.448 son hombres; lo que representó un incremento del 159,8% frente a los 6,410 habitantes (Indec, 2001) del censo anterior. El censo 2022 reveló 22.844 habitantes y 9 595 viviendas. Este crecimiento sostenido la situó quinta a nivel provincial apenas por debajo de Las Heras y Pico Truncado.
| Evolución de la población desde 1947 y 2022.                                           |
|                                                                                        |
| Fuente INDEC - Elaboración gráfica por Wikipedia - El Calafate, Santa Cruz, Argentina. |

## Clima
El clima de la ciudad de El Calafate es frío y seco, con una amplitud térmica anual no muy marcada. El promedio del mes de enero es de 13 °C alcanzándose los 28 °C, excepcionalmente. En julio el promedio es de 1 °C con una temperatura mínima absoluta de -14 °C que aconteció el 27 de julio de 2014[cita requerida]. Las precipitaciones rondan los 150 mm anuales.
| Parámetros climáticos promedio de El Calafate Aero, 1991–2020 | Parámetros climáticos promedio de El Calafate Aero, 1991–2020 | Parámetros climáticos promedio de El Calafate Aero, 1991–2020 | Parámetros climáticos promedio de El Calafate Aero, 1991–2020 | Parámetros climáticos promedio de El Calafate Aero, 1991–2020 | Parámetros climáticos promedio de El Calafate Aero, 1991–2020 | Parámetros climáticos promedio de El Calafate Aero, 1991–2020 | Parámetros climáticos promedio de El Calafate Aero, 1991–2020 | Parámetros climáticos promedio de El Calafate Aero, 1991–2020 | Parámetros climáticos promedio de El Calafate Aero, 1991–2020 | Parámetros climáticos promedio de El Calafate Aero, 1991–2020 | Parámetros climáticos promedio de El Calafate Aero, 1991–2020 | Parámetros climáticos promedio de El Calafate Aero, 1991–2020 | Parámetros climáticos promedio de El Calafate Aero, 1991–2020 |
| Mes                                                           | Ene.                                                          | Feb.                                                          | Mar.                                                          | Abr.                                                          | May.                                                          | Jun.                                                          | Jul.                                                          | Ago.                                                          | Sep.                                                          | Oct.                                                          | Nov.                                                          | Dic.                                                          | Anual                                                         |
| ------------------------------------------------------------- | ------------------------------------------------------------- | ------------------------------------------------------------- | ------------------------------------------------------------- | ------------------------------------------------------------- | ------------------------------------------------------------- | ------------------------------------------------------------- | ------------------------------------------------------------- | ------------------------------------------------------------- | ------------------------------------------------------------- | ------------------------------------------------------------- | ------------------------------------------------------------- | ------------------------------------------------------------- | ------------------------------------------------------------- |
| Temp. máx. abs. (°C)                                          | 28.4                                                          | 28.4                                                          | 25.8                                                          | 23.9                                                          | 20.8                                                          | 18.0                                                          | 17.0                                                          | 17.4                                                          | 18.8                                                          | 23.1                                                          | 26.2                                                          | 26.3                                                          | 28.4                                                          |
| Temp. máx. media (°C)                                         | 19.1                                                          | 19.2                                                          | 16.6                                                          | 12.9                                                          | 8.7                                                           | 5.5                                                           | 5.2                                                           | 6.9                                                           | 11.1                                                          | 13.5                                                          | 15.8                                                          | 17.9                                                          | 12.7                                                          |
| Temp. media (°C)                                              | 13.9                                                          | 13.6                                                          | 10.9                                                          | 7.1                                                           | 3.4                                                           | 1.0                                                           | 0.6                                                           | 2.0                                                           | 5.2                                                           | 8.0                                                           | 10.7                                                          | 12.8                                                          | 7.4                                                           |
| Temp. mín. media (°C)                                         | 7.2                                                           | 6.8                                                           | 4.7                                                           | 1.1                                                           | -1.7                                                          | -3.7                                                          | -4.4                                                          | -2.8                                                          | -0.8                                                          | 1.3                                                           | 4.0                                                           | 6.2                                                           | 1.5                                                           |
| Temp. mín. abs. (°C)                                          | -2.2                                                          | -2.2                                                          | -6.8                                                          | -9.6                                                          | -12.4                                                         | -16.6                                                         | -17.4                                                         | -15.2                                                         | -9.0                                                          | -9.0                                                          | -5.6                                                          | -5.0                                                          | -17.4                                                         |
| Precipitación total (mm)                                      | 6.9                                                           | 13.7                                                          | 16.7                                                          | 19.5                                                          | 20.3                                                          | 14.6                                                          | 13.6                                                          | 14.2                                                          | 11.4                                                          | 13.5                                                          | 6.9                                                           | 9.5                                                           | 160.9                                                         |
| Días de precipitaciones (≥ 0.1 mm)                            | 2.1                                                           | 3.1                                                           | 4.0                                                           | 4.3                                                           | 4.9                                                           | 4.9                                                           | 4.2                                                           | 4.7                                                           | 3.3                                                           | 3.0                                                           | 2.0                                                           | 2.7                                                           | 42.9                                                          |
| Días de nevadas (≥ 1 mm)                                      | 0.1                                                           | 0                                                             | 0.1                                                           | 0.1                                                           | 2                                                             | 4                                                             | 5                                                             | 4                                                             | 2                                                             | 0.9                                                           | 0                                                             | 0                                                             | 18.2                                                          |
| Horas de sol                                                  | 254.2                                                         | 210.0                                                         | 192.2                                                         | 156.0                                                         | 114.7                                                         | 96.0                                                          | 96.1                                                          | 139.5                                                         | 168.0                                                         | 213.9                                                         | 246.0                                                         | 257.3                                                         | 2143.9                                                        |
| Humedad relativa (%)                                          | 46.6                                                          | 51.3                                                          | 58.3                                                          | 66.1                                                          | 75.1                                                          | 78.4                                                          | 78.3                                                          | 75.3                                                          | 64.0                                                          | 54.9                                                          | 49.9                                                          | 48.1                                                          | 62.2                                                          |
| Fuente: Servicio Meteorológico Nacional,                      |                                                               |                                                               |                                                               |                                                               |                                                               |                                                               |                                                               |                                                               |                                                               |                                                               |                                                               |                                                               |                                                               |

## Turismo

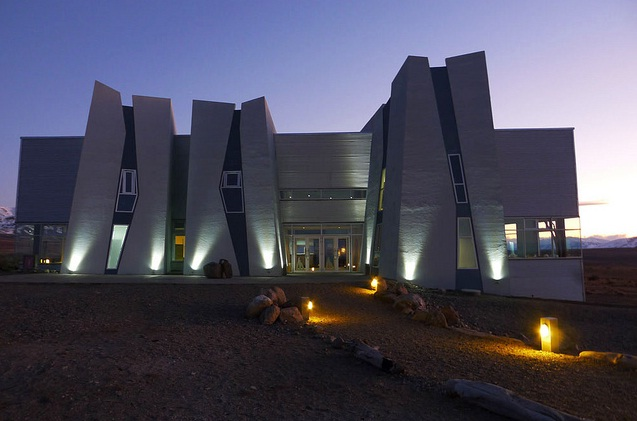
El centro de interpretación del hielo y glaciares, en El Calafate

Debido a la existencia de los grandes lagos Argentino y Viedma como a su estratégica ubicación, la ciudad de El Calafate es el punto central de las actividades turísticas en la región, tanto dentro como fuera del parque nacional Los Glaciares.
En el área del parque nacional se realizan las excursiones a los glaciares del parque nacional Los Glaciares, entre los que se destaca el Perito Moreno, la mayor atracción del mismo, el mini-trekking sobre el mismo glaciar, la navegación por los canales del lago argentino, visitando la Bahía Onelli y los inmensos glaciares Upsala, Spegazzini, Onelli, y Seco, entre otros. La intendencia del parque nacional se encuentra en la ciudad de El Calafate.
En los alrededores del lago argentino se organizan una gran variedad de actividades, destacándose las visitas a estancias turísticas, travesías en 4x4 a los cerros Frías y Huyliche, cabalgatas, excursiones a la reserva ecológica Laguna Nimez, y caminatas en el lago Roca.  Frente a la Bahía Redonda, se encuentra el Club Andino Lago Argentino pionero en la enseñanza de las actividades de montaña en el pueblo, en el que funciona abierto al público general un muro de escalada, un bar con vistas al lago argentino y cuando se congela la Bahía, durante la temporada de invierno, provee alquiler de patines y trineos.
En el año 2011 fue inaugurado el centro de interpretación de glaciares, a 5 km al oeste de la zona urbana de El Calafate.
Glaciarium Museo del Hielo Patagónico: Centro cultural y científico activo en donde se divulgan las últimas investigaciones sobre los glaciares y su entorno.
Glacio Bar, único en el mundo por estar hecho con hielo de glaciar, se encuentra en el subsuelo de Glaciarium Museo del Hielo Patagónico. Son 80 m² con una temperatura ambiente de - 10 º. Absolutamente todo en este bar está fabricado de hielo, las paredes e inclusive el mobiliario: los vasos, la barra y los sillones fueron elaborados con hielo del glaciar.
Existe desde 1987, el primer Hostel de la Patagonia, llamado Del Glaciar Hostel & Suites, conducido por la familia Feldman, entre otras varias clásicas ofertas hoteleras en la localidad como el Hotel Los Álamos de la Familia Guatti, El Hotel La Loma, El Hotel Michelangelo de los Simunovich, Hotel Amado de Los Amado y varios otros.

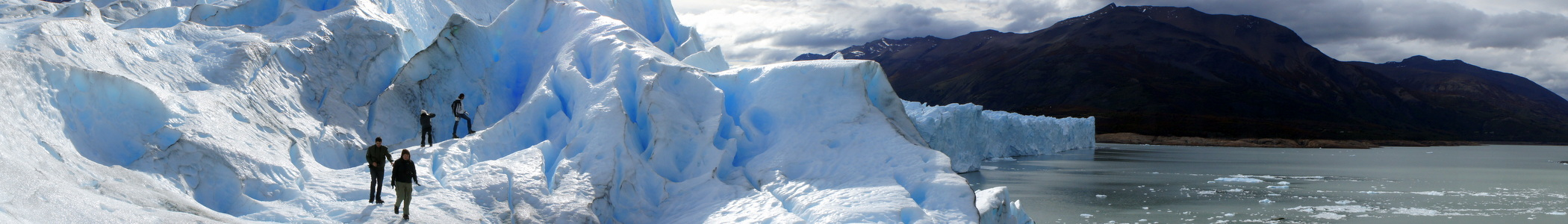
Trekking sobre hielo en el glaciar Perito Moreno

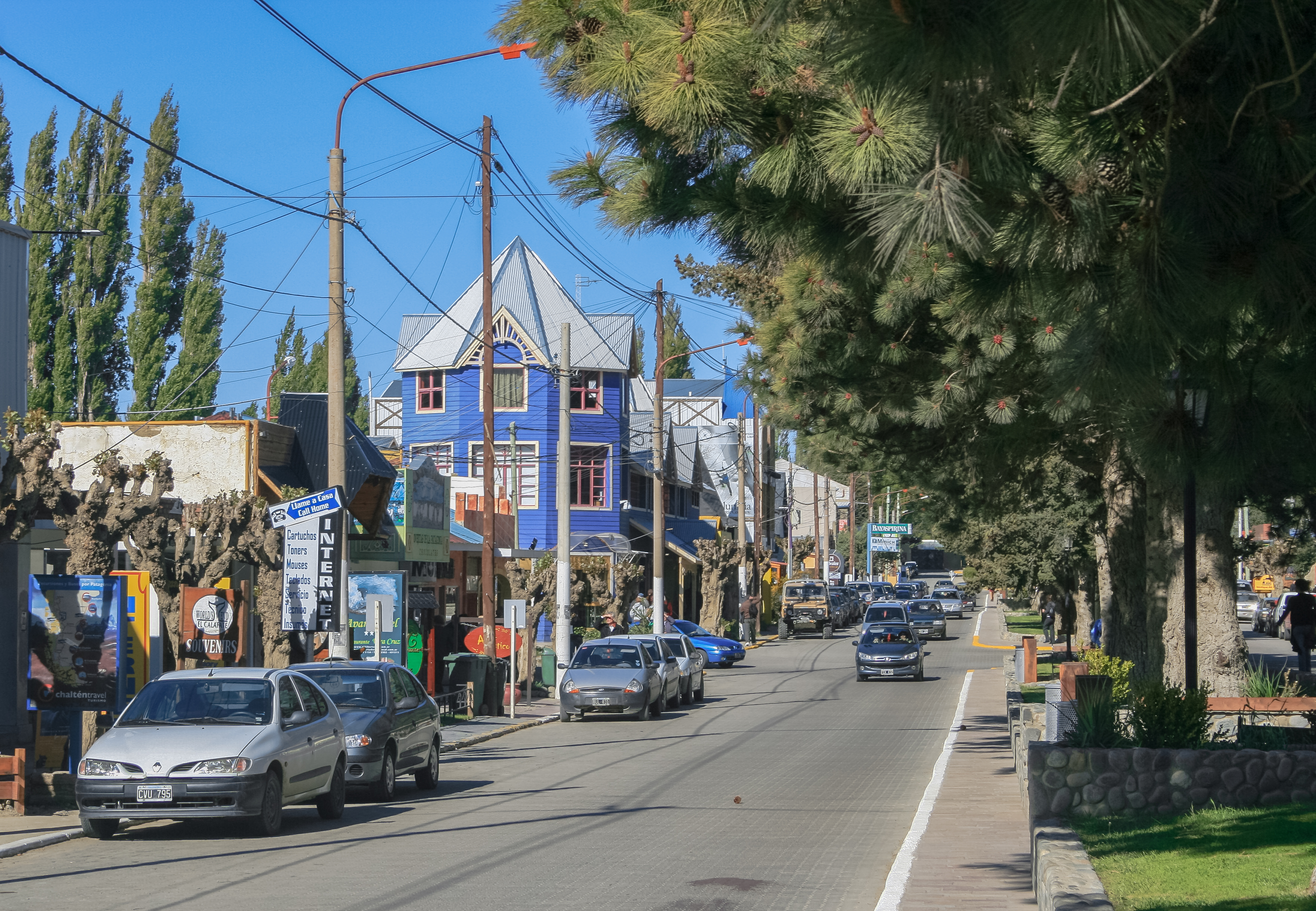
Vista de la avenida San Martín, principal arteria de la ciudad.

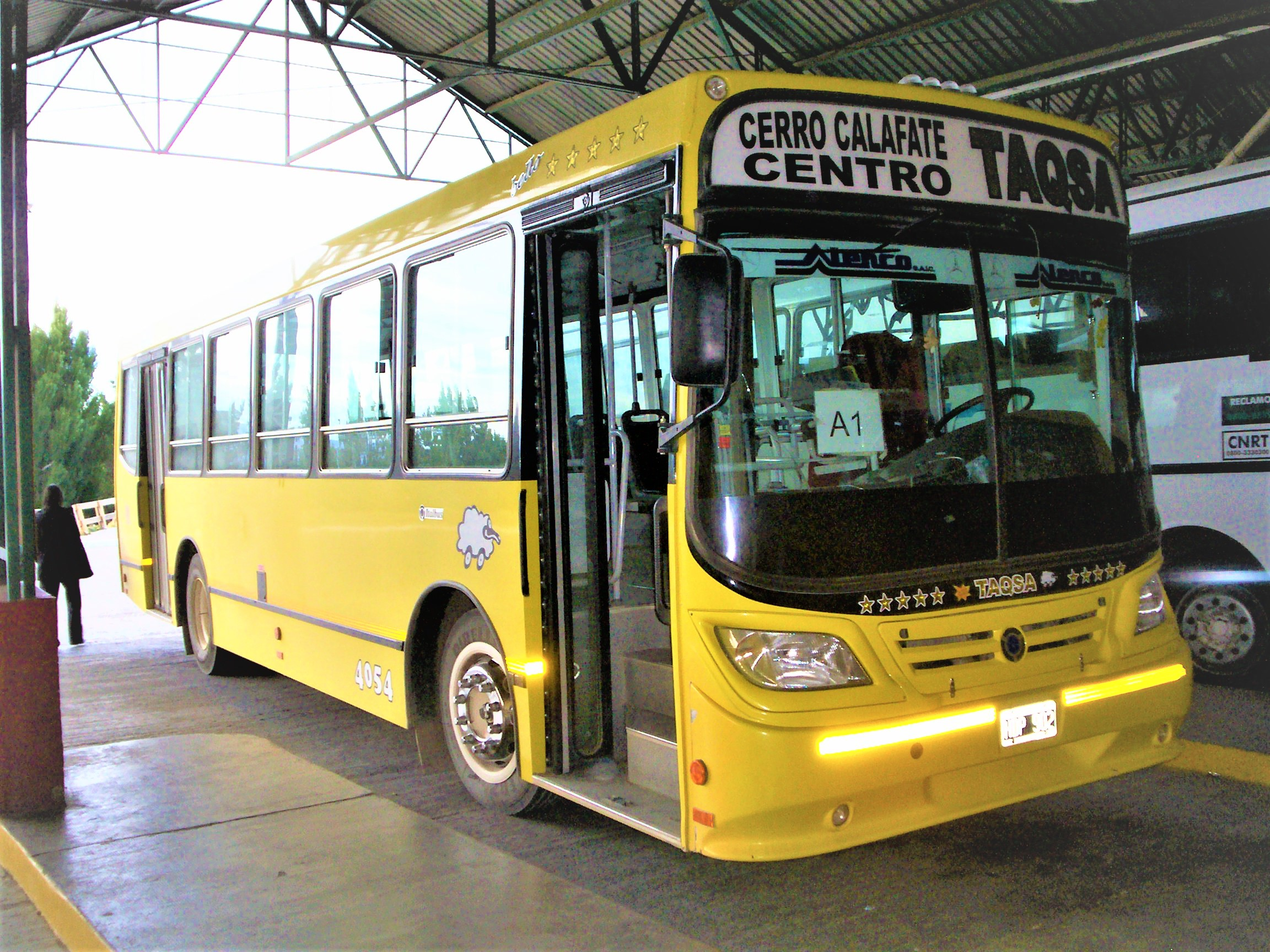
Colectivo de la línea A1 en la terminal de ómnibus de El Calafate.

## Conectividad, accesos e infraestructura
La villa turística de El Calafate está ubicada a 321 km de Río Gallegos, en el sudoeste de la provincia de Santa Cruz. Desde el norte y por la costa, al este de la provincia, se puede acceder por la Ruta Nacional 3, continuando por las provinciales 5 y 11, totalmente asfaltadas. Otra opción es circular por el oeste, bordeando la cordillera por la Ruta Nacional 40 (de ripio) hasta empalmar con la Ruta Provincial 11 (asfaltada). En dirección sur, El Calafate se vincula con Río Turbio y los pasos fronterizos Cancha Carrera-Retén El Castillo o bien Mina Uno-Retén Dorotea, que la unen a Torres del Paine (en Chile), por la ruta N° 40. La ciudad cuenta con servicios regulares de transporte terrestre de pasajeros desde y hacia Río Gallegos, El Chaltén y Chile.
En 2015 se anunció la construcción de un gasoducto que iba a abastecer a El Calafate y Río Turbio. La obra había sido aprobada por el gobierno de Cristina Fernández de Kirchner y también tenía previsto beneficiar a Río Turbio y la planta energética a carbón, una de las más importantes del país.
La ciudad cuenta con un transporte público administrado y mantenido por el municipio local:
- Línea A
- Línea A1
- Línea B

Cuenta además con el moderno Aeropuerto Internacional de El Calafate (código IATA: FTE), a 23 km al este de la población, cerca de la RP 11, que tiene vuelos diarios a Buenos Aires, Ushuaia, Trelew, Puerto Madryn, Bariloche, Río Gallegos, Rosario, Córdoba y Puerto Natales.

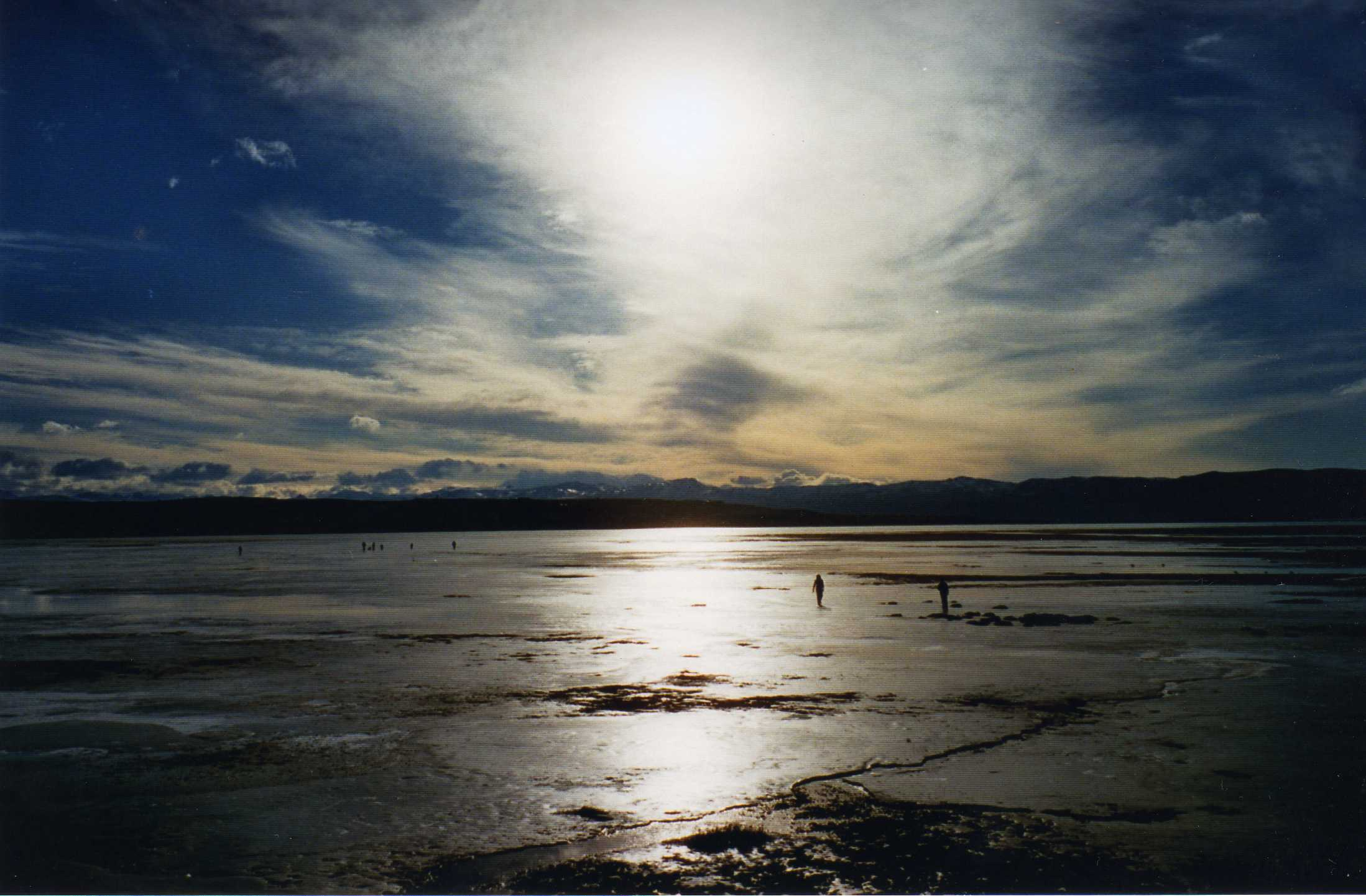
Bahía Redonda del lago Argentino, congelada debido a las bajas temperaturas.

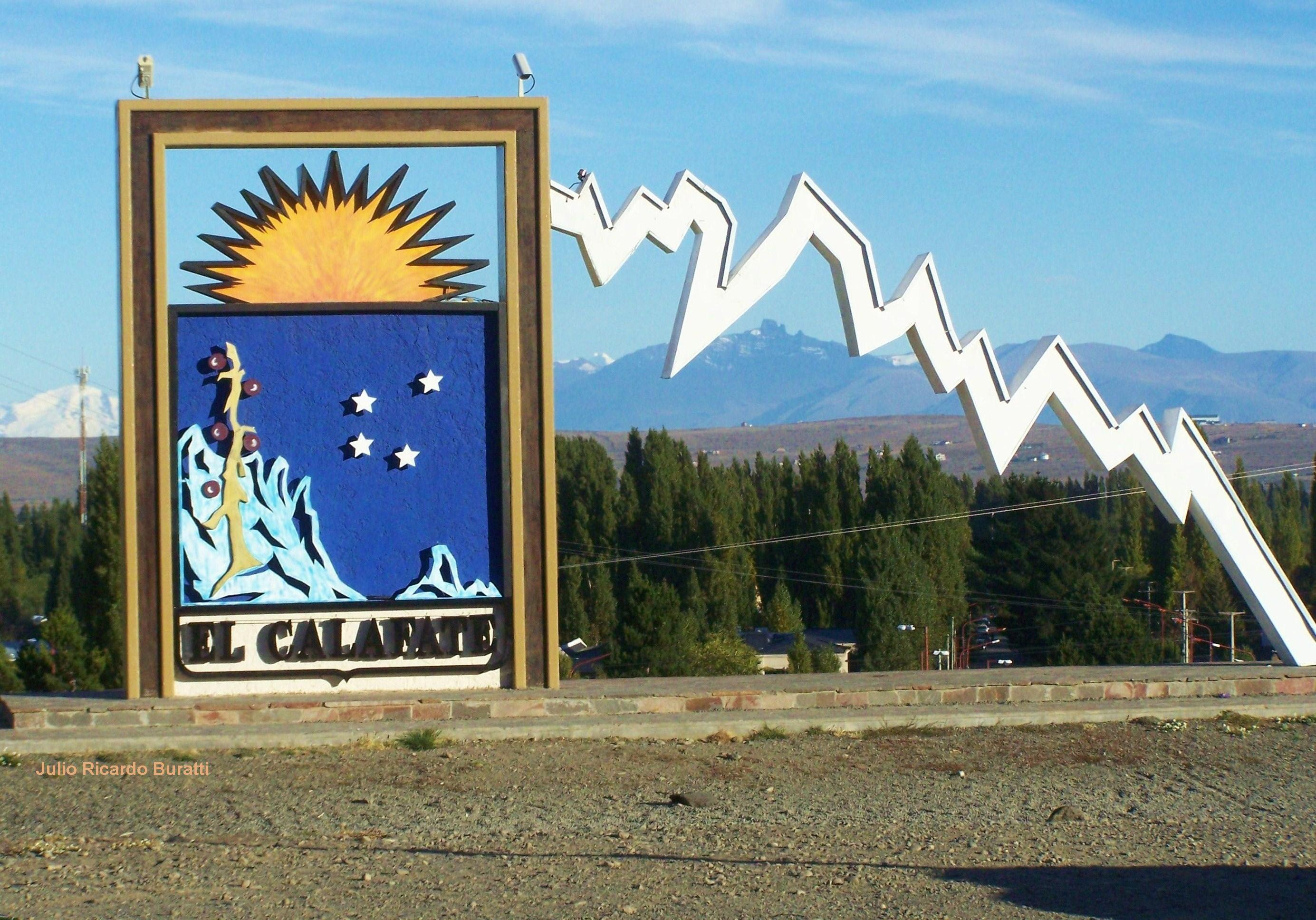
Cartel de ingreso a El Calafate de día

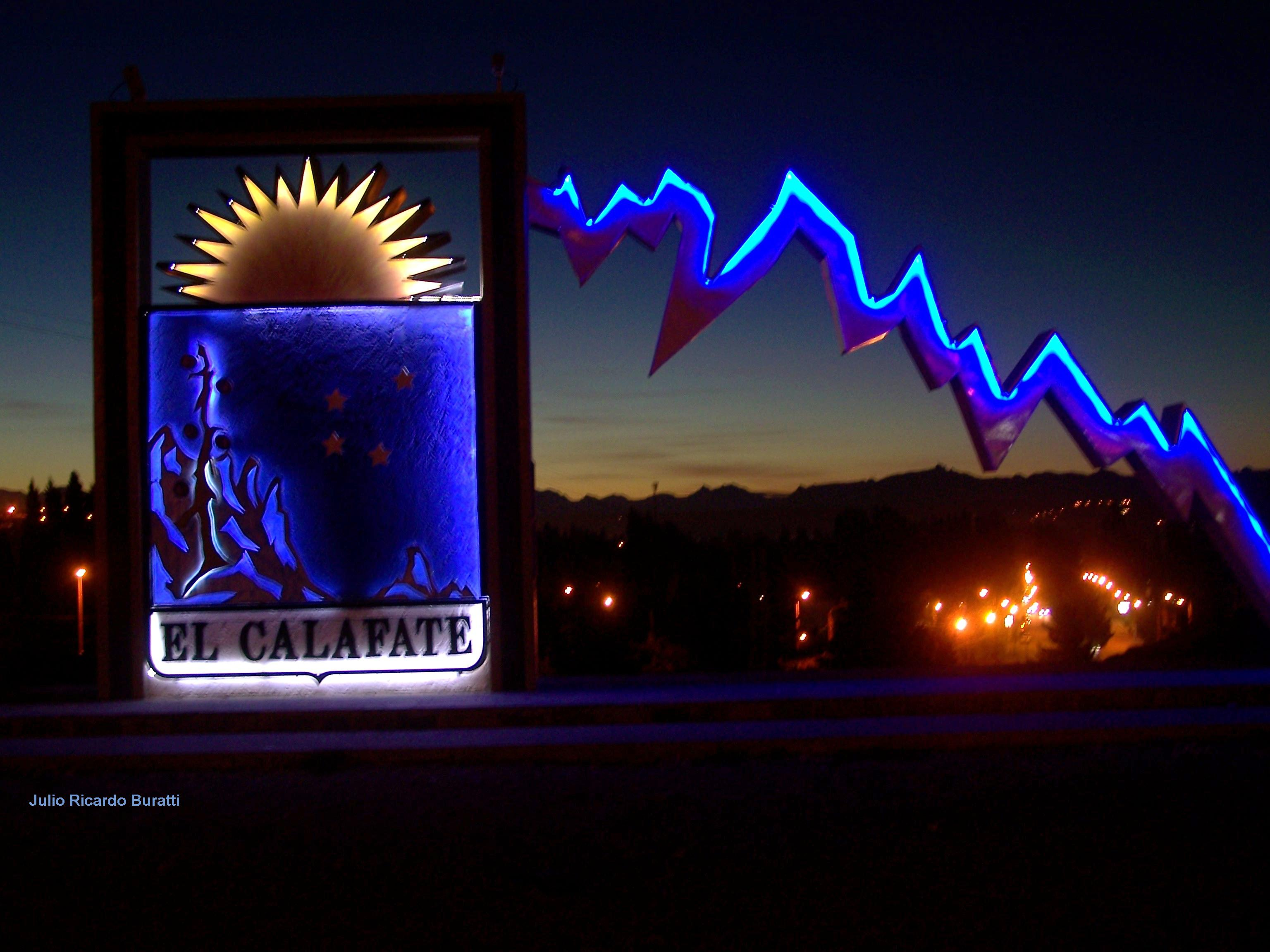
El Calafate nocturno

## Barrios

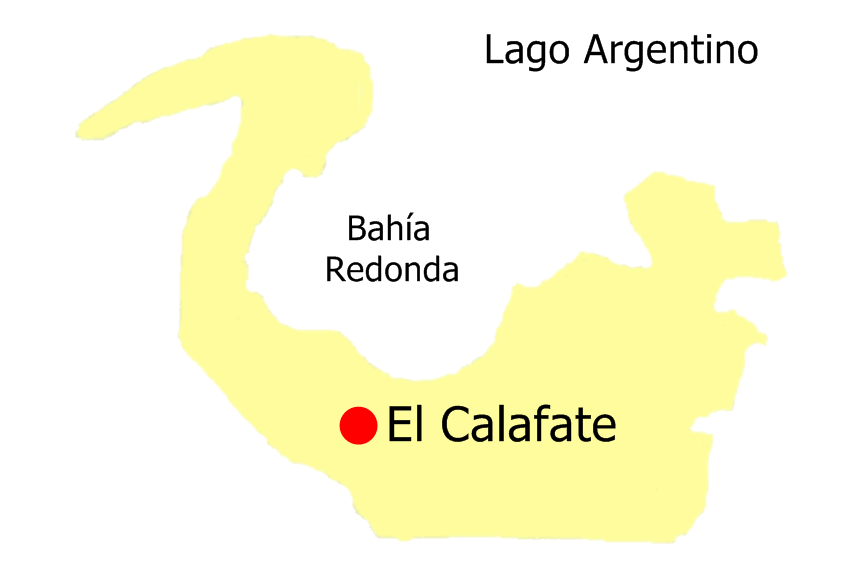
Mancha urbana de El Calafate, en la ribera del Lago Argentino.

La ciudad cuenta con distintos barrios; en la última década se han creado numerosos barrios en la localidad.

## Medios de comunicación
- Radios FM: (21)
  - 88.1 MHz - Glaciar
  - 88.9 MHz La Tropiviento
  - 89.3 MHz - Eco Calafate
  - 90.5 MHz - Cadena Mana
  - 90.9 MHz - LRF 817
  - 93.5 MHz - De la costa
  - 94.3 MHz - Radio Horizonte
  - 94.5 MHz - LRF 818
  - 95.3 MHz - LRF 819
  - 95.1 MHz - Raíces
  - 95.5 MHz - Mágica
  - 96.5 MHz - Del sol
  - 97.1 MHz - Hora Prima
  - 97.5 MHz - La Reviento
  - 97.7 MHz - Bahía
  - 98.1 MHz - Aero
  - 99.9 MHz - Fénix
  - 100.3 MHz - Dimensión
  - 101.3 MHz - Tolderia
  - 102.3 MHz - Solo
  - 103.1 MHz - LRF 821
  - 104.9 MHz - Estación K2
  - 105.1 MHz - LRF 822
  - 105.5 MHz - LRF 823
  - 106.3 MHz - Patagonia Sur

- Radios AM: (1)
  - 730 kHz - LU23 Radio Nacional

## Ciudades hermanadas
- Hangzhou, desde el 3 de noviembre de 2013.[13]

## Cultos

### Parroquias de la Iglesia Católica
| Diócesis  | Río Gallegos                  |
| --------- | ----------------------------- |
| Parroquia | Santa Teresita del Niño Jesús |

### Iglesia Evangélica
Dentro de la ciudad hay iglesias de vertiente protestante, entre las que figuran 
- Iglesia Adventista del Séptimo día
- Iglesia del Nazareno
- La Iglesia de Jesucristo de los Santos de los Últimos Días
- Asamblea Cristiana
- Nación de fe
- Santuario Cristiano
- Iglesia Metodista Pentecostal
- Asamblea de Dios
- Iglesia Universal del Reino de Dios
- Del Altísimo
- Monte de Sion

## Personas destacadas
- Pablo Alvarado (1986), futbolista profesional.
- Fiorella Propato (2008), Campeona Nacional, Campeona Panamericana y Campeona Mundial de pádel.
- Santino Propato (2009), Campeón Nacional de pádel. Semifinalista Panamericano.